# Torre Lluvià
La Vil·la Emília o Torre Lluvià és una casa senyorial, de caràcter residencial - rural, dissenyada per l'arquitecte Ignasi Oms i Ponsa l'any 1896. És una construcció modernista, catalogada com a bé cultural d'interès local del municipi del Manresa. Forma part d'una parcel·la de 75.690,50 m2 que es troba en d'un entorn rural d'alt interès paisatgístic.

## Descripció

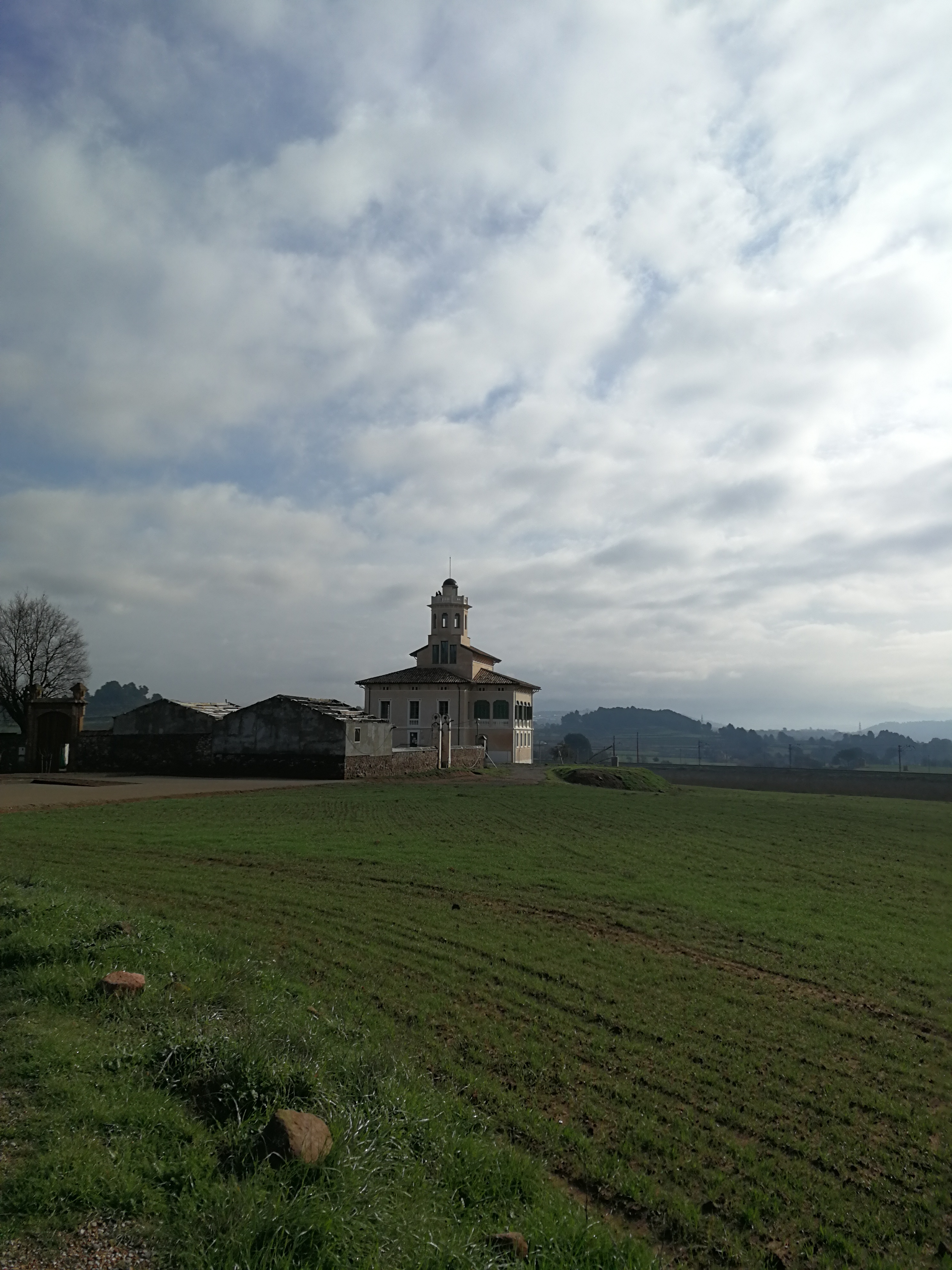
Torre Lluvià o Vil·la Emília

La Torre Lluvià s'aixeca aïllada, al bell mig de camps de conreu, al paratge del Suanya, al sud de Manresa, té una orientació nord- sud. Dels dos costats parteix un mur de tanca perimètrica on generen a la part posterior de la casa, l'era i diverses edificacions annexes (magatzem, garatge, estable, bassa i altres dependències). La tanca té tres entrades, una al sud, l'altre a ponent i la tercera al nord, totes tres diferents en quant a forma i decoració
L'edifici principal és de planta quadrada formada per tres cossos, el central,  més elevat de planta semisoterrani, planta baixa i dues plantes pis cobert a dues aigües i els laterals de planta semisoterrani, planta baixa i una planta pis i sotacoberta
La façana a ponent té una galeria al primer pis, formada per un seguit d'obertures en arc tancades amb persianes de fusta de llibret. La coberta  del cos central s'aixeca una torre de planta octogonal (la caixa d'escala) acabada amb balustrada i llanternó que recorda als campanars barrocs. Les cobertes són de teula àrab i acaben en amplies barbacanes sostingudes per tornapuntes de fusta.
Les façanes estan estucades i les cantonades es reforcen amb pilastres. L' accés al cos principal es fa a través d'una porta en arc rebaixat i a la part superior s'obre l'únic balcó de la casa, amb triple obertura i recolzat per quatre mènsules al centre de les quals hi ha la data de 1896. Totes les obertures de la planta primera són balconeres protegides per una barana de balustres o de gelosies calades.
Un altre element de la finca, situat a uns 150m de la casa i al costat del torrent, és una torre de molí d'aigua, aïllada, de planta octogonal i estil neoàrab, tota d'obra vista que conserva a l'interior una escala de cargol. La torre contenia el mecanisme que permetia bombar l'aigua del torrent cap el conjunt residencial.

## Història
Josep Lluvià i Vidal va adquirir la finca a Agustí Ribas i Roviralta. La casa original era més petita que l'actual, només de planta baixa i una planta pis. Josep Lluvià, l'any 1896, va confiar el projecte d'ampliar-la a l'arquitecte Ignasi Oms i Ponsa, que va projectar una casa - torre amb baixos, primer pis i golfes, anomenada Vil·la Emília, pel nom de la seva esposa, Emília Serramalera i Oller. Josep Lluvià i Vidal va morir l'any 1913, deixant aquesta joia del modernisme en testament al seu fill Josep Lluvià i Serramalera. El 1954, la finca deixà de ser propietat de la família Lluvià i va passar per diverses mans al llarg dels anys fins que l'any 2012 l'Ajuntament de Manresa decideix adquirir-la i restaurar-la.
La primera fase de restauració de l'edifici es va fer seguint un projecte de l'arquitecte Pere Santamaria, amb l'objectiu de recobrar la imatge original de l'edifici de finals del S. XIX. Es van rehabilitar les quatre façanes, la teulada i l'estructura de l'edifici, per tal d'aturar l'avançat estat de degradació que patia l'edificació.

## Galeria d'imatges

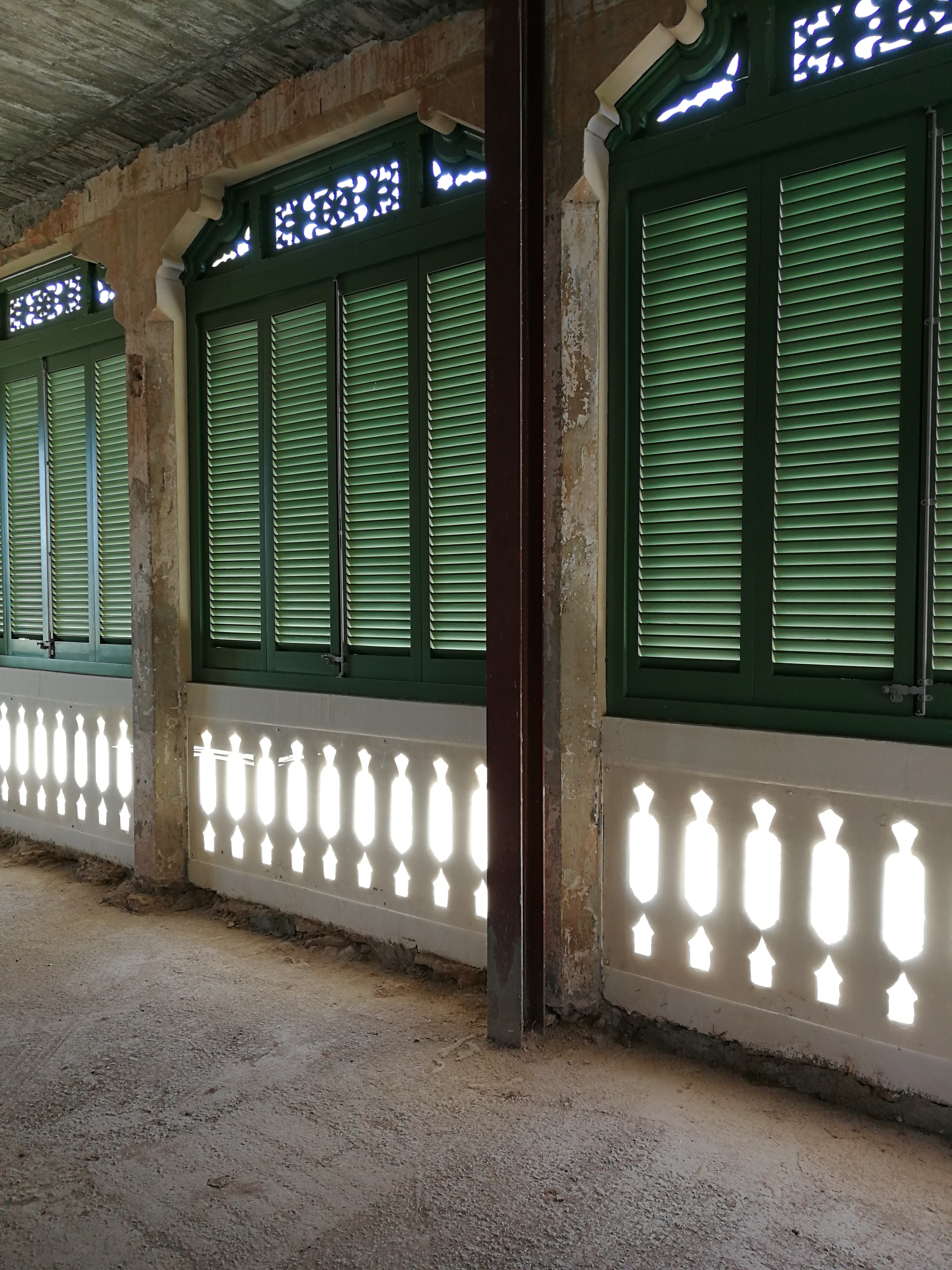
Galeria de la Torre des de l'interior, després de la rehabilitació.
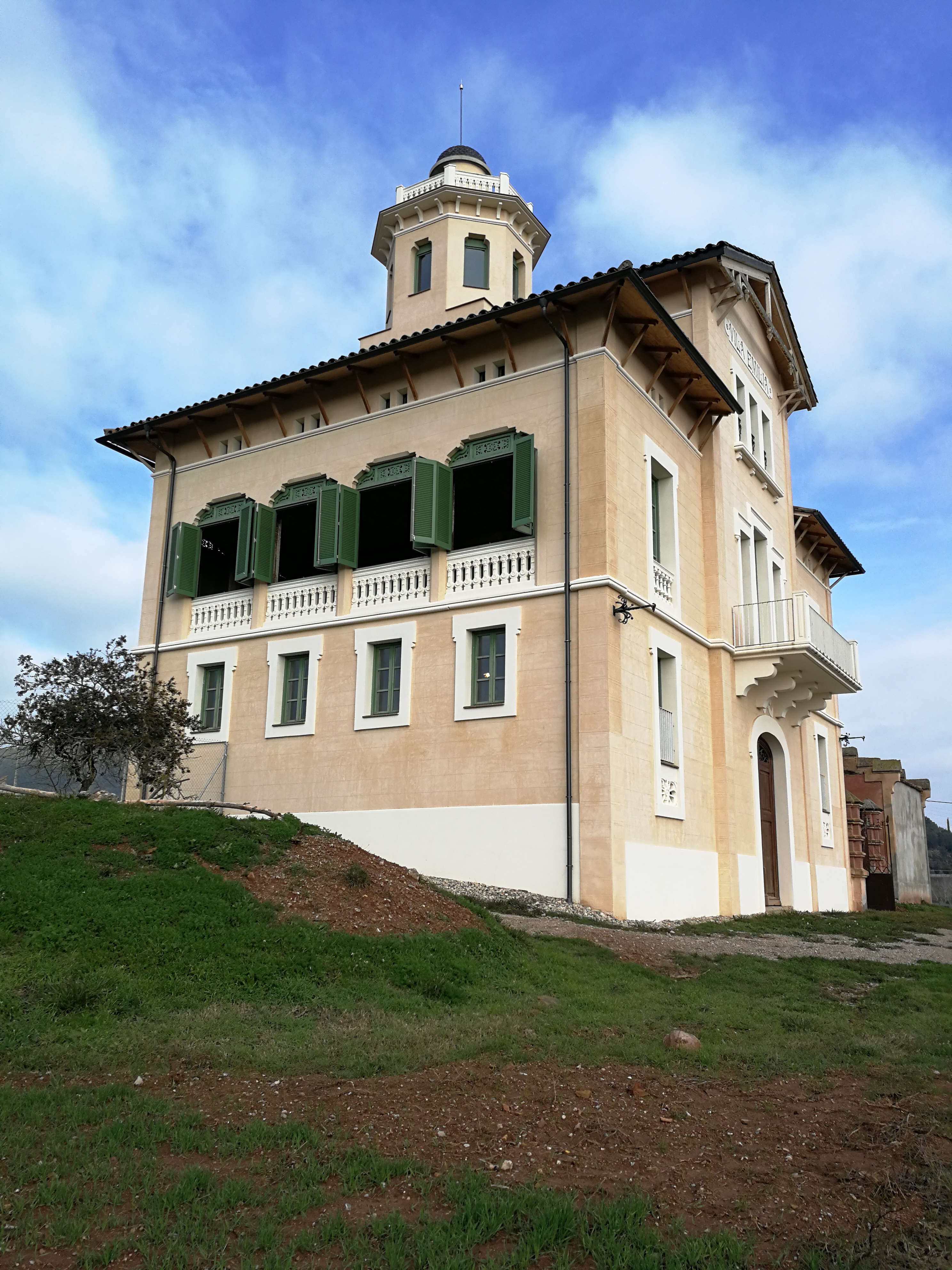
Vista exterior de la Torre Lluvià
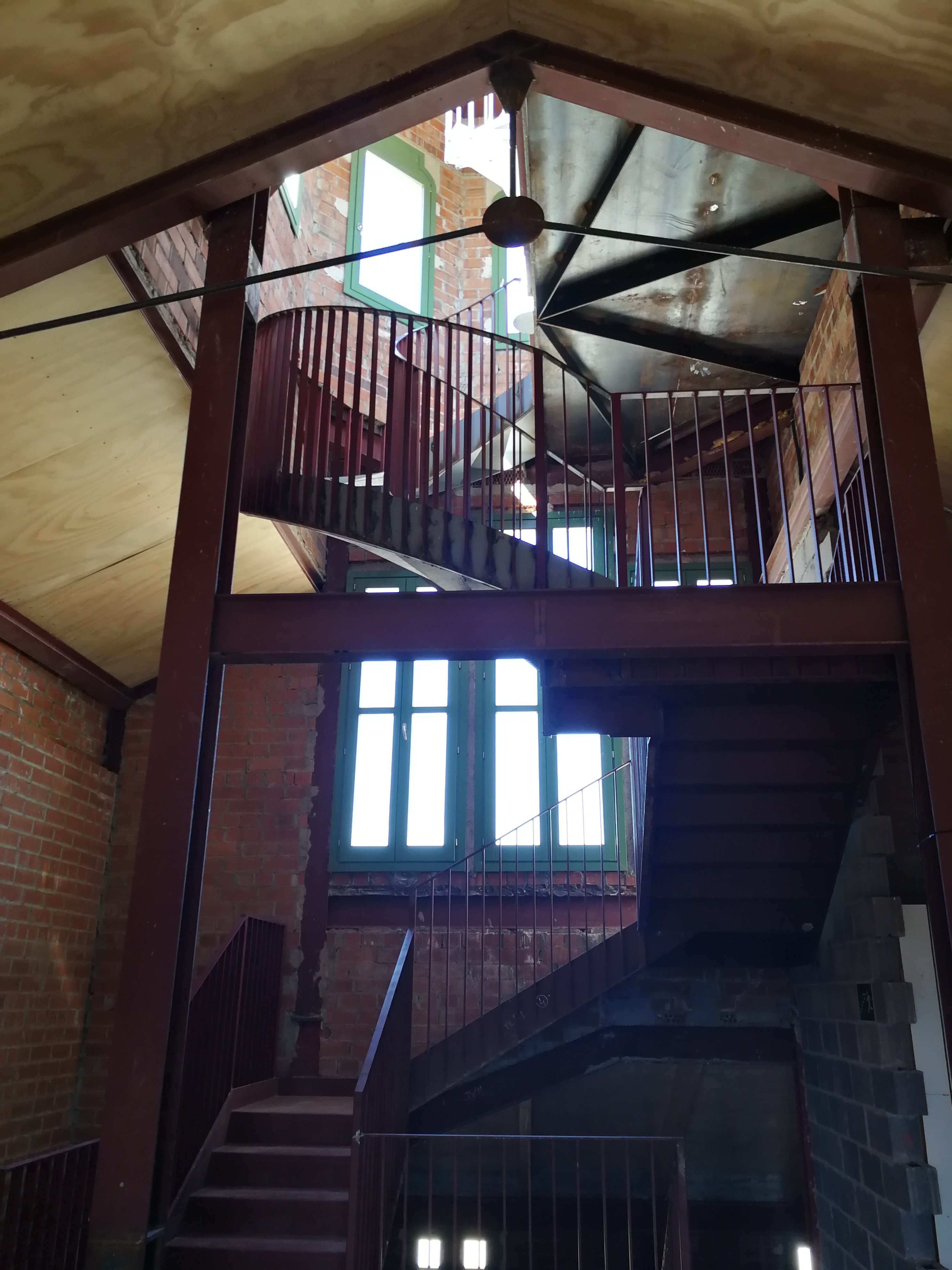
Reconstrucció de l'escala segons el projecte de l'arquitecte Pere Santamaria